# Пэреск (лунный кратер)
Кратер Пэреск (лат. Peirescius) — крупный древний ударный кратер в южном полушарии видимой стороны Луны. Название присвоено в честь французского астронома Никола-Клода Фабри де Пейреска (1580—1637) и утверждено Международным астрономическим союзом в 1935 г. Образование кратера относится к донектарскому периоду.

## Описание кратера
Ближайшими соседями кратера являются кратер Вега на западе; кратер Окен на востоке-северо-востоке и кратер Брисбен на юге. Селенографические координаты центра кратера 46°24′ ю. ш. 67°48′ в. д. / 46,4° ю. ш. 67,8° в. д., диаметр 61,5 км, глубина 3680 м.
Кратер Пэреск имеет близкую к циркулярной форму и значительно разрушен. Вал сглажен и отмечен множеством мелких кратеров. Внутренний склон сравнительно широкий, с слабыми следами террасовидной структуры. Высота вала над окружающей местностью достигает 1220 м, объем кратера составляет приблизительно 3200 км³.  Дно чаши сравнительно ровное, в северной части чаши расположена короткая цепочка кратеров. Группа невысоких центральных пиков несколько смещена к западу от центра чаши.

## Сателлитные кратеры

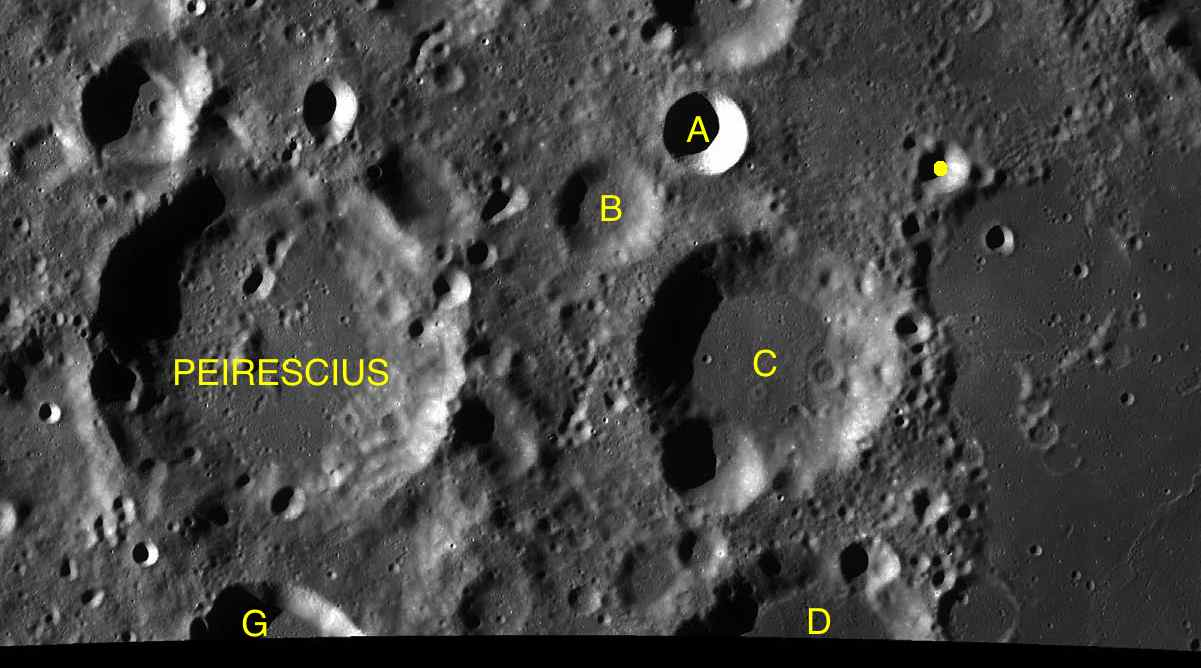
Фрагмент карты LAC-115.

| Пэреск | Координаты                                            | Диаметр, км |
| ------ | ----------------------------------------------------- | ----------- |
| A      | 45°14′ ю. ш. 71°14′ в. д. / 45,23° ю. ш. 71,24° в. д. | 14,2        |
| B      | 45°40′ ю. ш. 70°29′ в. д. / 45,67° ю. ш. 70,48° в. д. | 18,8        |
| C      | 46°28′ ю. ш. 71°44′ в. д. / 46,47° ю. ш. 71,73° в. д. | 44,0        |
| D      | 48°10′ ю. ш. 72°07′ в. д. / 48,17° ю. ш. 72,11° в. д. | 42,8        |
| G      | 48°06′ ю. ш. 67°47′ в. д. / 48,1° ю. ш. 67,78° в. д.  | 28,1        |
| H      | 45°24′ ю. ш. 73°07′ в. д. / 45,4° ю. ш. 73,11° в. д.  | 8,7         |
| J      | 45°05′ ю. ш. 66°45′ в. д. / 45,09° ю. ш. 66,75° в. д. | 17,6        |

## См.также
- Список кратеров на Луне
- Лунный кратер
- Морфологический каталог кратеров Луны
- Планетная номенклатура
- Селенография
- Минералогия Луны
- Геология Луны
- Поздняя тяжёлая бомбардировка